# 荻窪 (小田原市)
荻窪（おぎくぼ）とは、神奈川県小田原市の大字。

## 地理
小田原市の中央部、JR小田原駅より北西側、小田急小田原線の西側に位置する。久野、池上、扇町、城山、谷津、緑、十字、板橋、水之尾と接している。かつて、小田原駅の南側にあった小田原市役所が1976年（昭和51年）にこの地に移転してきて以来、小田原市の行政の中心地となっている。

### 地価
住宅地の地価は、2022年（令和4年）7月1日の公示地価によれば、荻窪字飛海道537番10の地点で12万6000円/m2となっている。

## 交通
地区内に鉄道駅はなく、市役所までは小田原駅西口（新幹線口）から北へ1.6kmほどある。むしろ市役所へは伊豆箱根鉄道大雄山線井細田駅、緑町駅、小田急小田原線足柄駅からの方が距離的にも近い。道路は地区内を小田原厚木道路が縦貫し、荻窪インターチェンジがある他、神奈川県道74号小田原山北線がこの地区の東部・市役所付近を南北に縦貫している。

## 世帯数と人口
2023年（令和5年）9月1日現在（小田原市発表）の世帯数と人口は以下の通りである。
| 大字 | 世帯数    | 人口    |
| ---- | --------- | ------- |
| 荻窪 | 1,541世帯 | 3,336人 |

### 人口の変遷
国勢調査による人口の推移。
| 年                 | 人口  |
| ------------------ | ----- |
| 1995年（平成7年）  | 3,508 |
| 2000年（平成12年） | 3,316 |
| 2005年（平成17年） | 3,301 |
| 2010年（平成22年） | 3,467 |
| 2015年（平成27年） | 3,384 |
| 2020年（令和2年）  | 3,364 |

### 世帯数の変遷
国勢調査による世帯数の推移。
| 年                 | 世帯数 |
| ------------------ | ------ |
| 1995年（平成7年）  | 1,236  |
| 2000年（平成12年） | 1,230  |
| 2005年（平成17年） | 1,329  |
| 2010年（平成22年） | 1,419  |
| 2015年（平成27年） | 1,446  |
| 2020年（令和2年）  | 1,513  |

## 学区
市立小・中学校に通う場合、学区は以下の通りとなる（2023年7月時点）。
| 番地    | 小学校               | 中学校               |
| ------- | -------------------- | -------------------- |
| 392番地 | 小田原市立芦子小学校 | 小田原市立城山中学校 |
| その他  | 小田原市立芦子小学校 | 小田原市立白山中学校 |

## 事業所
2021年（令和3年）現在の経済センサス調査による事業所数と従業員数は以下の通りである。
| 大字 | 事業所数  | 従業員数 |
| ---- | --------- | -------- |
| 荻窪 | 160事業所 | 3,351人  |

### 事業者数の変遷
経済センサスによる事業所数の推移。
| 年                 | 事業者数 |
| ------------------ | -------- |
| 2016年（平成28年） | 149      |
| 2021年（令和3年）  | 160      |

### 従業員数の変遷
経済センサスによる従業員数の推移。
| 年                 | 従業員数 |
| ------------------ | -------- |
| 2016年（平成28年） | 1,482    |
| 2021年（令和3年）  | 3,351    |

## 施設

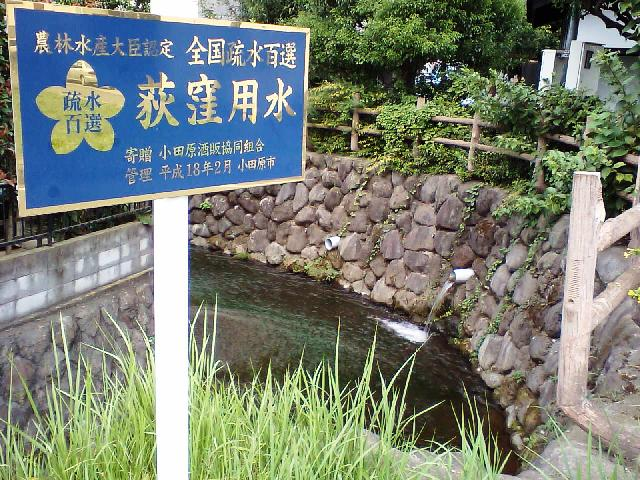
荻窪用水

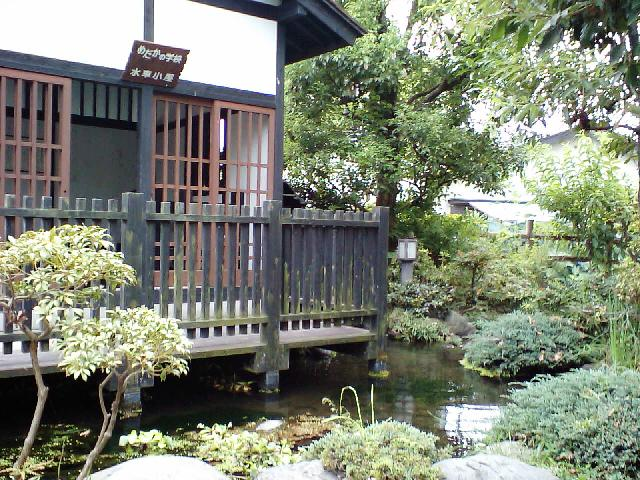
めだかの学校

- 小田原市役所
- 神奈川県小田原合同庁舎
- 小田原警察署
- 小田原税務署
- 小田原保健福祉事務所
- 中央公民館
- 関東学院大学小田原キャンパス
- 荻窪用水
- めだかの学校

## その他

### 日本郵便
- 郵便番号 : 250-0042[3]（集配局 : 小田原郵便局[15]）。